# ゴルジュ県
| 県章 ゴルジュ県の位置 |                     |
| 地域                  | 南西地域            |
| 歴史的な地域          | オルテニア          |
| 県都                  | トゥルグ・ジウ      |
| 面積                  | 5,602km2            |
| 人口                  | 314,685人（2021年） |
| 人口密度              | 56人/km2            |
| ISO 3166-2            | RO-GJ               |

ゴルジュ県（ゴルジュけん、Judeţul Gorj）は、ルーマニアのワラキア地方にある県。県都はトゥルグ・ジウ。

## 人口統計
人口は314,685人（2021年国勢調査）で、民族構成はルーマニア人が280,980人、ロマ人が5,883人などとなっている。
人口動静
| 年   | 人口    |
| ---- | ------- |
| 1948 | 280,524 |
| 1956 | 293,031 |
| 1966 | 298,382 |
| 1977 | 348,521 |
| 1992 | 401,021 |
| 2002 | 387,308 |
| 2011 | 334,238 |
| 2021 | 314,685 |

## 地理
ゴルジュ県の総面積は5,602 km2である。
県の北側はトランシルヴァニアアルプス山脈の山々があり、西側ではヴルカヌルイ（Vulcanului）山脈がある。そして東側には、パルング山脈（en:Parâng Mountains）とネゴヴャーヌ（Negoveanu）山脈が連なっている。2つの山脈は、ジウ川によって分かれている。南部にあるルーマニア平原（ワラキア平原とも、en:Wallachian Plain）は、西部に行くにつれ標高が減少し、県の西部で終わる。県の主要な川はジウ川である。

### 隣接県
- ヴルチャ県（東）
- メヘディンツィ県・カラシュ＝セヴェリン県（西）
- フネドアラ県（北）
- ドルジュ県（南）

## 経済
ゴルジュ県の主要産業には、以下のものがある。
- 鉱山器材業
- 食品工業
- 繊維業
- 機械構成業
- ガラス工業
- 林業

県の北部、モトル（Motru）とロヴィナリ（Rovinari）近郊では、石炭の抽出を行っていて、県内には2つの大きな熱電気発電所がロヴィナリとトゥルチェニ（Turceni）にある。その他は幾つかの水力発電所があり、県はルーマニアの電力需要の36%を賄っている。なお、鉱山の減少により、国内で最も失業率が高くなっている。

## 観光
ゴルジュ県の観光地には、次のものが挙げられる。
- 県都トゥルグ・ジウとその近郊
  - コンスタンティン・ブランクーシの記念碑
  - ティスマナ修道院
- パルング山
- ポロヴラジ修道院

## 行政区画
ゴルジュ県は2の都市、6の町と62のコミューンに分かれている。
都市
- トゥルグ・ジウ - 2021年現在の人口7万人余り。
- モトル

町
- ロヴィナリ
- ブンベシュティ・ジウ（Bumbeşti-Jiu）
- トゥルグ・カルブネシュティ（Târgu Cărbuneşti）
- トゥルチェニ（Turceni）
- ティスマナ（Tismana）
- ノヴァチ（Novaci）
- ツィクレニ（Ţicleni）

コミューン
| - Albeni - Alimpeşti - Aninoasa - Arcani - Baia de Fier - Bălăneşti - Băleşt - Bărbăteşt - Bengeşti | - Berleşti - Bâlteni - Bolboşi - Borăscu - Brăneşti - Bumbeşti-Piţic - Bustuchi - Câlnic - Căpreni | - Cătunele - Ciuperceni - Crasna - Cruşeţ - Dănciuleşti - Dăneşti - Drăgoteşti - Drăguţeşti - Fărcăşeşti | - Glogova - Godineşti - Hurezani - Ioneşti - Jupâneşti - Leleşti - Licurici - Logreşti - Mătăsari | - Muşeteşti - Negomir - Padeş - Peştişani - Plopşoru - Polovragi - Prigoria - Roşia de Amaradia - Runcu | - Săcelu - Samarineşti - Săuleşti - Schela - Scoarţa - Slivileşti - Stăneşti - Stejari - Stoina | - Ţânţăreni - Teleşti - Turburea - Turcineşti - Urdari - Văgiuleşti - Vladimir |